# Région de Koutiala
La région de Koutiala, 16e région administrative du Mali, issue du démembrement de la région de Sikasso, est une circonscription administrative et une collectivité territoriale, résultant de la loi 2012-017 du 2 mars 2012 et de la loi 2023-006 du 13 mars 2023. Elle a pour chef-lieu la ville de Koutiala.

## Géographie
Située au sud-ouest du pays, elle s'étend sur 14 600 km2 soit 1,17 % du territoire national. La région de Koutiala est limitrophe de quatre régions maliennes et frontalière du Burkina Faso à l'est et au sud.
| Ségou   | Ségou         | San               |
| Dioïla  | Koutiala      | Boucle du Mouhoun |
| Sikasso | Hauts-Bassins |                   |

### Hydrographie
La région est située dans le bassin versant du fleuve Niger.

## Histoire
La région est instaurée en 2012, confirmée en mars 2023 par la loi 2023-006 subdivisant le Mali en 19 régions et un district correspondant à la capitale. Les cercles de Koutiala et Yorosso sont soustraits de la région de Sikasso pour former la nouvelle région de Koutiala.

## Administration
La région est composée de 8 cercles, divisés en 22 arrondissements, 46 communes, 396 villages, fractions et quartiers VFQ. Le code à deux chiffres attribué à la région est le 16 (loi 2023-007), les cercles sont codifiés selon l'ordre chronologique par la loi 2023-002 du 13 mars 2023.
| Code | Cercles              | Arrondissements | Communes |
| ---- | -------------------- | --------------- | -------- |
| 1601 | Cercle de Koutiala   | 3               | 12       |
| 1602 | Cercle de Yorosso    | 3               | 7        |
| 1603 | Cercle de M'Péssoba  | 3               | 8        |
| 1604 | Cercle de Molobala   | 3               | 5        |
| 1605 | Cercle de Koury      | 2               | 2        |
| 1606 | Cercle de Konséguéla | 3               | 3        |
| 1607 | Cercle de Kouniana   | 3               | 6        |
| 1608 | Cercle de Zangasso   | 2               | 3        |

## Population
Lors du recensement général de la population réalisé en 2022, la population régionale est relevée à 1 169 882 habitants ; l'ethnie principale est constituée par les Sénoufos.

## Gouverneurs
- 2021 : Abdoulaye Cissé